# Tikuliya
Tikuliya (en népalais : टिकुलिया) est un comité de développement villageois du Népal situé dans le district de Saptari. Au recensement de 2011, il comptait 3 221 habitants.